# Cavitación

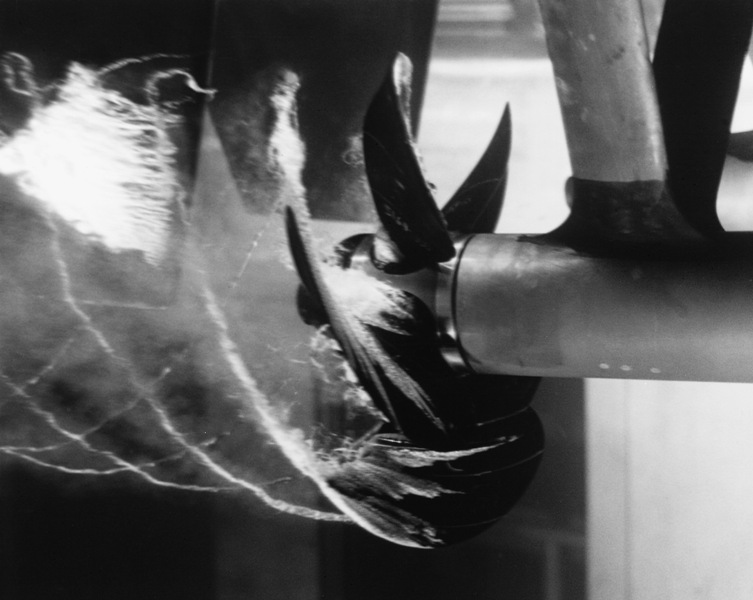
Modelo de propulsor cavitando en un túnel de agua.

La cavitación o aspiraciones en vacío es un efecto hidrodinámico que se produce cuando se crean cavidades de vapor dentro del agua o de cualquier otro fluido en estado líquido en el que actúan fuerzas que responden a diferencias de presión, como puede suceder cuando el fluido pasa a gran velocidad por una arista afilada, produciendo una descompresión del fluido debido al principio de Bernoulli. Puede ocurrir que se alcance la presión de vapor del líquido de tal forma que las moléculas que lo componen cambian inmediatamente a estado de vapor, formándose burbujas o, más correctamente, cavidades. Las burbujas formadas viajan a zonas de mayor presión e implosionan (el vapor regresa al estado líquido de manera súbita, «aplastándose» bruscamente las burbujas) produciendo una estela de gas de gran energía sobre una superficie sólida que puede resquebrajar en el choque.
La implosión causa ondas de presión que viajan en el líquido a velocidades próximas a las del sonido independientemente del fluido donde se creen. Estas pueden disiparse en la corriente del líquido o pueden chocar con una superficie. Si la zona donde chocan las ondas de presión es la misma, el material tiende a debilitarse estructuralmente y se inicia una erosión que, además de dañar la superficie, provoca que ésta se convierta en una zona de mayor pérdida de presión y por ende de mayor foco de formación de burbujas de vapor. Si las burbujas de vapor se encuentran cerca o en contacto con una pared sólida cuando implosionan, las fuerzas ejercidas por el líquido al aplastar la cavidad dejada por el vapor dan lugar a presiones localizadas muy altas, ocasionando picaduras sobre la superficie sólida. Nótese que dependiendo de la composición del material usado se podría producir una oxidación de este con el consiguiente deterioro del material.
El fenómeno generalmente va acompañado de ruido y vibraciones, dando la impresión de que se tratara de grava que golpea en diferentes partes de una máquina.
Se puede presentar también cavitación en otros procesos como, por ejemplo, en hélices de barcos y aviones, bombas y tejidos vascularizados de algunas plantas.
Se suele llamar corrosión por cavitación al fenómeno por el que la cavitación arranca la capa de óxido (resultado de la pasivación) que cubre el metal y lo protege, de tal forma que entre esta zona (ánodo) y la que permanece pasivada (cubierta por óxido) se forma un par galvánico en el que el ánodo (el que se corroe) es la zona que ha perdido su capa de óxido y cátodo la que la mantiene.

## Introducción
El proceso físico de la cavitación es casi exactamente igual que el que ocurre durante la ebullición. La mayor diferencia entre ambos se debe a presión y temperatura dentro del diagrama de fases. La ebullición eleva la presión de vapor del líquido por encima de la presión ambiente local para producir el cambio a fase gaseosa, mientras que la cavitación es causada por una caída de la presión local por debajo de la presión de vapor que causa una succión.
Para que la cavitación se produzca, las «burbujas» necesitan una superficie donde nuclearse. Esta superficie puede ser la pared de un contenedor o depósito, impurezas del líquido o cualquier otra irregularidad, pero normalmente ha de tenerse en cuenta la temperatura del fluido que en gran medida va a ser la posible causa de la cavitación.
El factor determinante en la cavitación es la temperatura del líquido. Al variar la temperatura del líquido varía también la presión de vapor de forma importante, haciendo más fácil o difícil que para una presión local ambiente dada la presión de vapor caiga a un valor que provoque cavitación.
Se estudia también la posición que deben tener las máquinas hidráulicas, respecto al nivel del agua, en el depósito de succión o en el canal de restitución para evitar la cavitación. El enfoque se hace tomando como nivel de referencia un punto determinado de la bomba o la turbina. Se analizan distintos parámetros y conceptos asociados a la cavitación como son: la carga positiva neta en la succión y se presentan las limitaciones que dichos conceptos y parámetros tienen en el sentido de extrapolar resultados siguiendo las leyes de semejanza. Se destaca la necesidad de investigar más las limitaciones del coeficiente de cavitación en las turbinas y se propone una relación nueva que permita estimar la carga estática como bomba de una máquina reversible, a partir de los valores del coeficiente de cavitación de la máquina operando como turbina

## Problemas

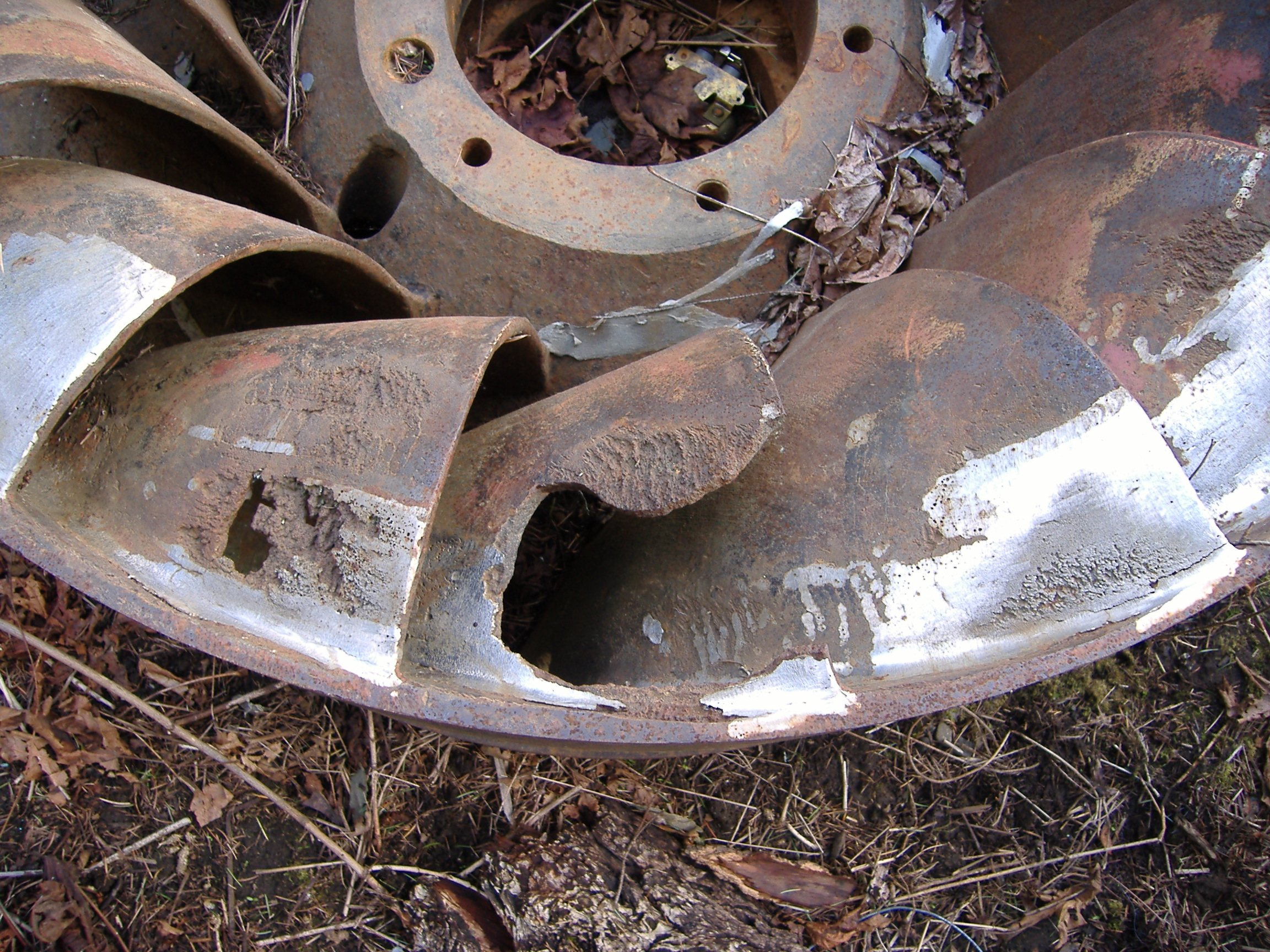
Daño por cavitación de una turbina Francis.

La cavitación es, en la mayoría de los casos, un suceso indeseable. En dispositivos como hélices y bombas, la cavitación puede causar mucho ruido, daño en los componentes y una pérdida de rendimiento. Pare predecir la ocurrencia de cavitación en una hélice se utiliza el número de cavitación mientras que para predecirlo en una bomba se utiliza el número de Thoma.

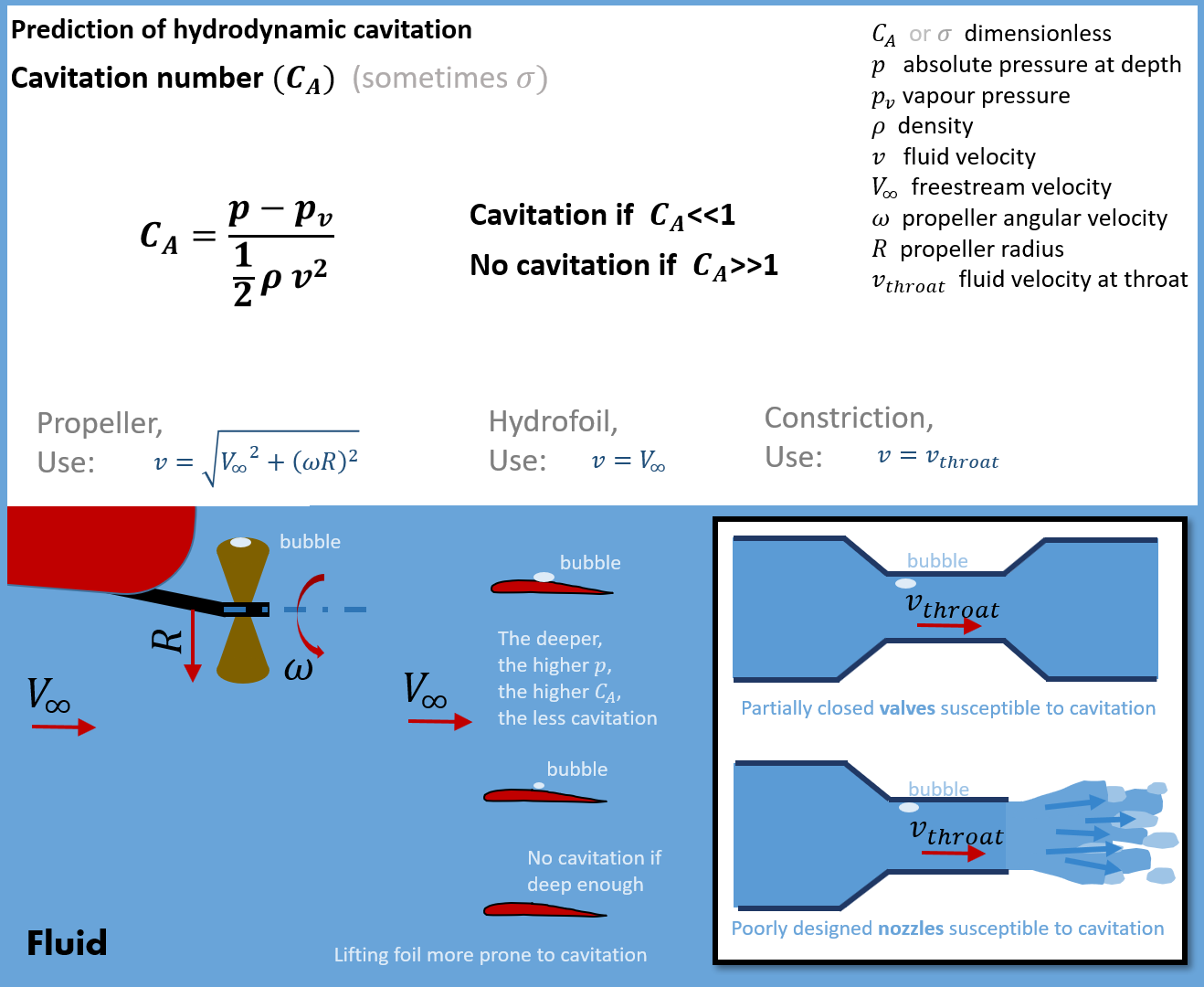
Uso del número de cavitación en una hélice, una hidroala y una constricción.

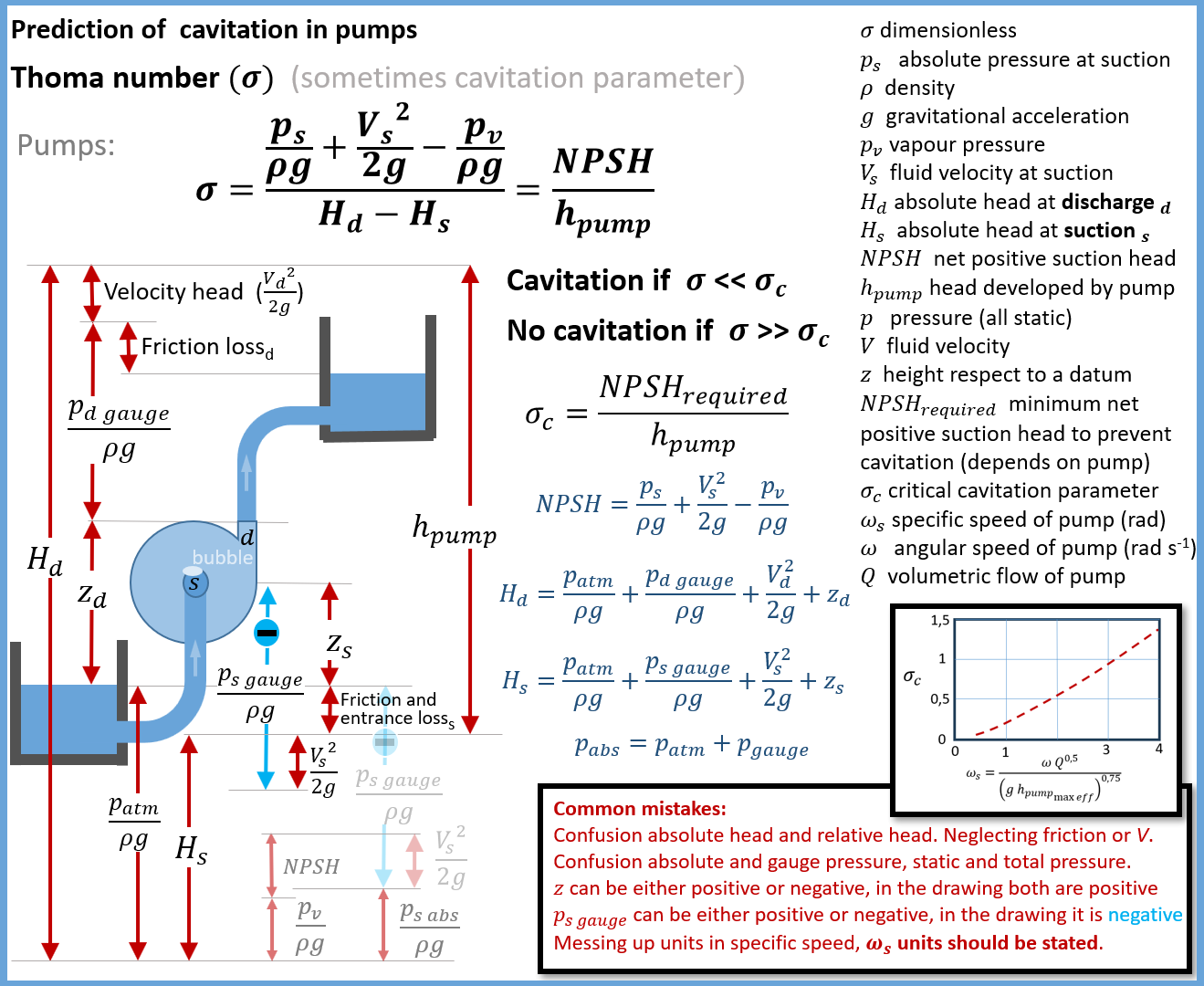
Uso del número de Thoma en una bomba hidráulica

Este fenómeno es muy estudiado en ingeniería naval durante el diseño de todo tipo de barcos debido a que acorta la vida útil de algunas partes tales como las hélices y los timones.
En el caso de los submarinos este efecto es todavía más estudiado, evitado e indeseado, puesto que imposibilita a estos navíos de guerra mantener sus características operativas de silencio e indetectabilidad por las vibraciones y ruidos que la cavitación provoca en el casco y las hélices.
El colapso de las cavidades entraña gran cantidad de energía que puede causar un daño enorme. La cavitación puede afectar a casi cualquier material. Las picaduras causadas por el colapso de las cavidades producen un enorme desgaste en los diferentes componentes y pueden acortar enormemente la vida de las bombas o hélices.
Además de todo lo anterior, la creación y posterior colapso de las burbujas crea fricción y turbulencias en el líquido. Esto contribuye a una pérdida adicional de rendimiento en los dispositivos sometidos a cavitación.
La cavitación se presenta también en el fondo de los ríos donde se genera a partir de irregularidades del lecho disociando el agua y el aire. Ambos son sometidos a presiones, dando lugar, este último, a burbujas que, con la fuerza del agua, se descomponen en tamaños microscópicos, saliendo disparadas a gran velocidad. Esto provoca un fuerte impacto en el lecho que puede ser de hasta 60 t/m². Su importancia radica en la constancia y repetición del fenómeno, lo que favorece su actuación. La cavitación es un proceso erosivo frecuente en los pilares de los puentes. 
Aunque la cavitación es un fenómeno indeseable en la mayoría de las circunstancias, esto no siempre es así. Por ejemplo, la supercavitación tiene aplicaciones militares como por ejemplo en los torpedos de supercavitación en los cuales una burbuja rodea al torpedo eliminando de esta manera toda fricción con el agua. Estos torpedos se pueden desplazar a altas velocidades bajo el agua, incluso hasta a velocidades supersónicas. La cavitación puede ser también un fenómeno positivo en los dispositivos de limpieza ultrasónica. Estos dispositivos hacen uso de ondas sonoras ultrasónicas y se aprovechan del colapso de las burbujas durante la cavitación para limpiar superficies.

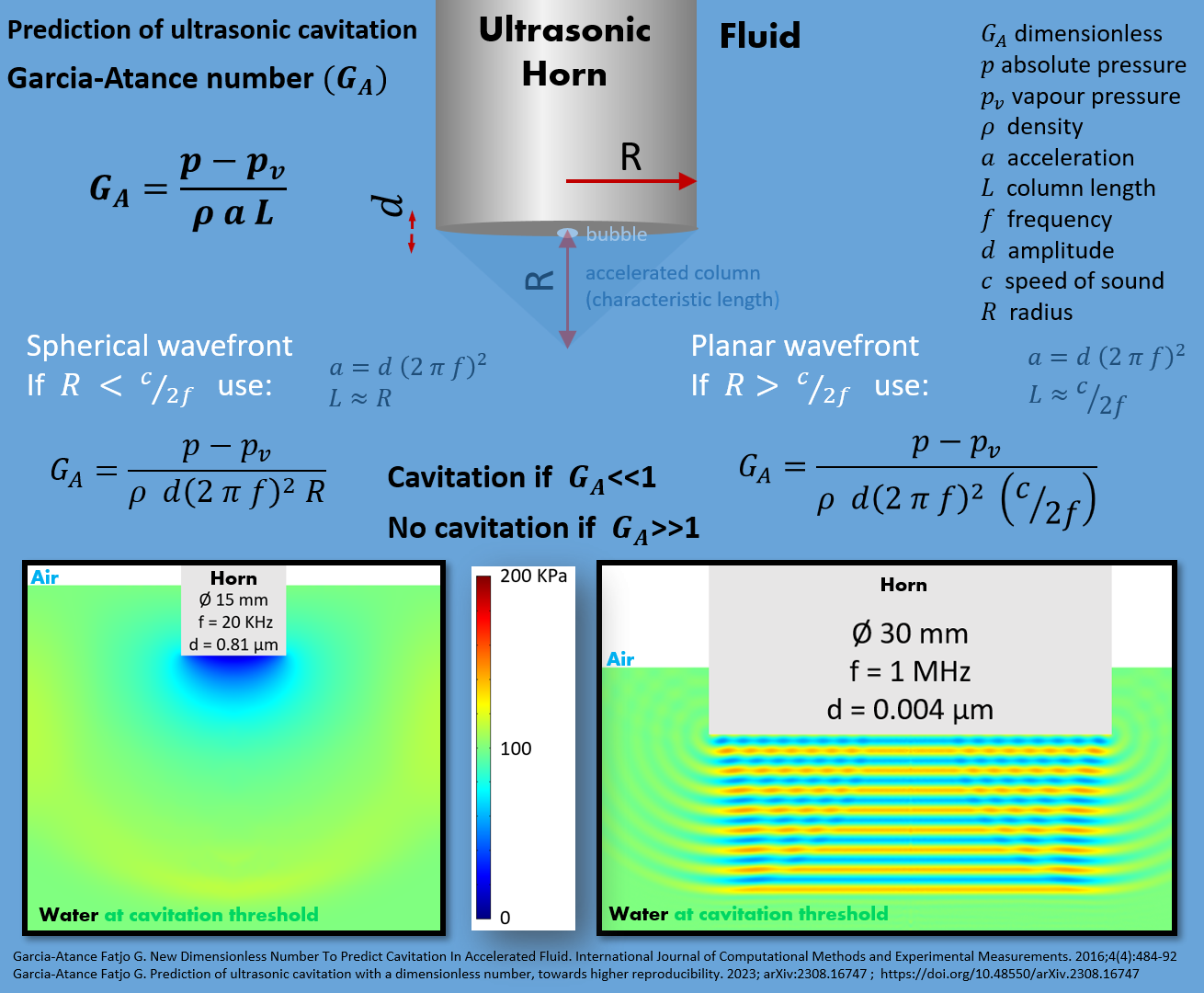
Uso del número de García-Atance en cavitación por ultrasonidos.

Otra aplicación de la cavitación es durante el proceso de homogeneización de un producto (ej. proceso biotecnológico) que se lleva a cabo mediante un sonicador caracterizado por el número de García-Atance. Este aparato posee una punta que se sumerge en la solución a homogeneizar y vibra a frecuencias ultrasónicas. Estas vibraciones de alta frecuencia causan cavitación, que como ya se mencionó es la formación de pequeñas burbujas en el medio líquido. Estas burbujas colapsan liberando su energía mecánica en forma de ondas de choque equivalente a varios miles de atmósferas de presión, rompiendo células presentes en la suspensión. La duración de ultrasonido necesario depende del tipo de células, el tamaño de la muestra y la concentración celular. Para las células bacterianas como la E. coli, 30 a 60 segundos puede ser suficiente para muestras pequeñas. Células de levadura, pueden necesitar de 2 a 10 minutos.
Se cree que la cavitación puede ser la causa de la 'cavitación articular'.

## Bombas y hélices

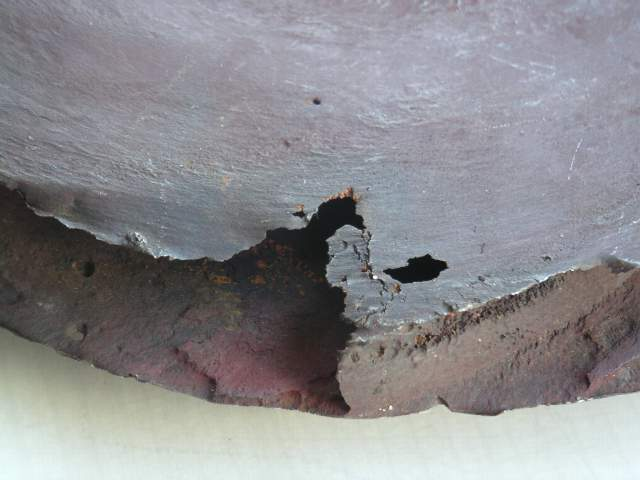
Desgaste producido por la cavitación en un rodete de una bomba centrífuga.

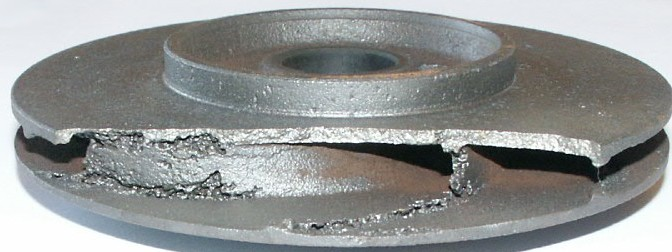
Otro ejemplo de desgaste producido por la cavitación en un rodete de una bomba centrífuga.

Los álabes de un rodete de una bomba o de la hélice de un barco se mueven dentro de un fluido. Cuando el fluido se acelera a través de los álabes se forman regiones de bajas presiones. Cuanto más rápido se mueven los álabes menor es la presión alrededor de los mismos. Cuando se alcanza la presión de vapor, el fluido se vaporiza y forma pequeñas burbujas de vapor que al colapsarse causan ondas de presión audibles y desgaste en los álabes.
La cavitación en bombas puede producirse de dos formas diferentes:

### Cavitación de succión
La cavitación de succión ocurre cuando la succión de la bomba se encuentra en unas condiciones de baja presión/alto vacío que hace que el líquido se transforme en vapor a la entrada del rodete. Este vapor es transportado hasta la zona de descarga de la bomba donde el vacío desaparece y el vapor del líquido es nuevamente comprimido debido a la presión de descarga. Se produce en ese momento una violenta implosión sobre la superficie del rodete. Un rodete que ha trabajado bajo condiciones de cavitación de succión presenta grandes cavidades producidas por los trozos de material arrancados por el fenómeno. Esto origina el fallo prematuro de la bomba.

### Cavitación de descarga
La cavitación de descarga sucede cuando la descarga de la bomba es muy alta. Esto ocurre normalmente en una bomba que está funcionando a menos del 10 % de su punto de eficiencia óptima. La elevada presión de descarga provoca que la mayor parte del fluido circule por dentro de la bomba en vez de salir por la zona de descarga. A este fenómeno se le conoce como slippage. A medida que el líquido fluye alrededor del rodete debe de pasar a una velocidad muy elevada a través de una pequeña apertura entre el rodete y el tajamar de la bomba. Esta velocidad provoca el vacío en el tajamar (fenómeno similar al que ocurre en un venturi) lo que provoca que el líquido se transforme en vapor. Una bomba funcionando bajo estas condiciones muestra un desgaste prematuro del rodete, tajamar y álabes. Además y debido a la alta presión de funcionamiento es de esperar un fallo prematuro de las juntas de estanqueidad y rodamientos de la bomba. Bajo condiciones extremas puede llegar a romperse el eje del rodete.

## Plantas
La cavitación puede aparecer en el xilema de las plantas cuando el potencial del agua se hace tan grande que el aire disuelto dentro del agua se expande hasta llenar la célula de la planta. Las plantas generalmente son capaces de reparar los daños producidos por la cavitación, por ejemplo con la presión de bombeo de las raíces. En otros tipos de plantas como las vides la cavitación puede llevarlas a la muerte. En algunos árboles, la cavitación es claramente audible.